# NGC 1872
NGC 1872 è un ammasso aperto posto nella Grande Nube di Magellano, nella costellazione del Dorado.
È  visibile nella parte nord-occidentale della barra della Grande Nube; appare associato ad un notevole numero di piccole nebulose diffuse minori e diversi altri ammassi, tra cui NGC 1874 e NGC 1876. Nella foto è l'oggetto più luminoso, di colore azzurrognolo.